# Супруга
Супруга или жена је израз за женског супружника, односно чланицу брачне заједнице. У већини случајева, жена је удата за мушкарца. У земљама које признају истополне бракове, њен брачни партнер може бити друга жена. Жена обично има једног мужа или једну жену у моногамним браковима, или дели мужа са више жена у полигамним браковима, а најређи је случај да је удата за више мужева, што се назива полиандријским браком.
Поред брака, жена може бити у квази-брачном односу који има одређене брачне карактеристике, али је њен статус "нормалне" или "регуларне" супруге подређен. Овај однос се обично назива конкубинат.
Иако се положај жена у односу на мужа, тј. њена права и обавезе, разликује у зависности од различитих култура и историјских епоха, све до модерног доба и покрета за родну равноправност, у формалном смислу је био инфериоран. Од жена се у традиционалним друштвима очекује да воде бригу о одгајању потомства и одржавању домаћинства.